# Démographie d'Israël
Cet article fournit diverses statistiques sur la démographie d'Israël.
En août 2024, la population d'Israël est estimée à 10 millions d'habitants selon le Bureau central des statistiques israélien, les données concernent les citoyens israéliens et les résidents permanents inscrits au Registre de la population. Israël est le seul pays de l'OCDE dont l'indice de fécondité est supérieur au seuil de renouvellement des générations.

## Évolution de la population

Évolution démographique (1949-2019)

| District              | 2020      | 2021      | 2022      | 2023      |
| --------------------- | --------- | --------- | --------- | --------- |
| District de Jérusalem | 1 183 300 | 1 209 700 | 1 239 300 | 1 245 900 |
| District nord         | 1 490 100 | 1 513 600 | 1 542 100 | 1 557 600 |
| District de Haïfa     | 1 071 900 | 1 092 700 | 1 124 400 | 1 133 700 |
| District centre       | 2 268 200 | 2 304 300 | 2 347 700 | 2 333 500 |
| District de Tel Aviv  | 1 466 500 | 1 481 400 | 1 507 300 | 1 474 400 |
| District sud          | 1 358 000 | 1 386 000 | 1 422 700 | 1 452 800 |
| Judée-Samarie         | 451 700   | 465 400   | 478 600   | 501 100   |
| Total                 | 9 289 800 | 9 453 000 | 9 662 000 | 9 699 200 |

| District              | 2020 | 2021 | 2022 | 2023 |
| --------------------- | ---- | ---- | ---- | ---- |
| District de Jérusalem | 2,0  | 2,2  | 2,4  | 1,9  |
| District nord         | 1,4  | 1,6  | 1,9  | 1,7  |
| District de Haïfa     | 1,8  | 1,9  | 2,9  | 1,9  |
| District centre       | 1,6  | 1,6  | 1,9  | 1,2  |
| District de Tel Aviv  | 1,0  | 1,0  | 1,7  | 0,6  |
| District sud          | 2,1  | 2,1  | 2,6  | 2,4  |
| Judée-Samarie         | 2,3  | 3,0  | 2,8  | 2,8  |
| Total                 | 1,6  | 1,8  | 2,2  | 1,6  |

## Natalité et mortalité
Les données suivantes proviennent de l'étude annuelle du Bureau central des statistiques israélien intitulée Statistical Abstract of Israel. En 2016, pour la première fois depuis l'indépendance de l'État d'Israël, le taux de fécondité des femmes juives dépasse celui des femmes arabes (3,16 enfants par femme pour les Juifs contre 3,11 pour les Arabes).
| Population | 2020 | 2021 | 2022 | 2023 |
| ---------- | ---- | ---- | ---- | ---- |
| Juifs      | 3,00 | 3,13 | 3,03 | 3,00 |
| Musulmans  | 2,99 | 3,01 | 2,91 | 2,81 |
| Chrétiens  | 1,85 | 1,77 | 1,68 | 1,64 |
| Druzes     | 1,94 | 2,00 | 1,85 | 1,75 |
| Autres     | 1,35 | 1,39 | 1,26 | 1,23 |
| Total      | 2,90 | 3,00 | 2,89 | 2,85 |

| Population | 2020 | 2021 | 2022 | 2023 |
| ---------- | ---- | ---- | ---- | ---- |
| Juifs      | 19,0 | 19,6 | 18,9 | 18,5 |
| Musulmans  | 23,2 | 23,5 | 23,0 | 22,4 |
| Chrétiens  | 14,0 | 13,4 | 12,7 | 12,2 |
| Druzes     | 15,3 | 15,8 | 14,6 | 13,9 |
| Total      | 19,2 | 19,7 | 19,0 | 18,6 |

| Population | 2020 | 2021 | 2022 | 2023 |
| ---------- | ---- | ---- | ---- | ---- |
| Juifs      | 5,9  | 6,1  | 6,1  | 5,8  |
| Musulmans  | 3,0  | 3,2  | 2,9  | 2,8  |
| Chrétiens  | 5,7  | 5,6  | 5,8  | 5,6  |
| Druzes     | 3,7  | 3,9  | 3,7  | 3,1  |
| Total      | 5,3  | 5,4  | 5,4  | 5,2  |

| Population | 2020 | 2021 | 2022 | 2023 |
| ---------- | ---- | ---- | ---- | ---- |
| Juifs      | 13,1 | 13,5 | 12,8 | 12,7 |
| Musulmans  | 20,2 | 20,3 | 20,1 | 19,6 |
| Chrétiens  | 8,3  | 7,8  | 6,9  | 6,6  |
| Druzes     | 11,6 | 11,9 | 10,9 | 10,8 |
| Total      | 13,9 | 14,3 | 13,6 | 13,4 |

### Taux de fécondité par district
| Population            | 2020 | 2021 | 2022 | 2023 |
| --------------------- | ---- | ---- | ---- | ---- |
| District de Jérusalem | 3,86 | 3,96 | 3,83 | 3,82 |
| District nord         | 2,45 | 2,51 | 2,41 | 2,37 |
| District de Haïfa     | 2,35 | 2,43 | 2,32 | 2,27 |
| District centre       | 2,57 | 2,68 | 2,55 | 2,49 |
| District de Tel Aviv  | 2,49 | 2,57 | 2,46 | 2,53 |
| District sud          | 3,37 | 3,49 | 3,43 | 3,28 |
| Judée-Samarie         | 4,58 | 4,75 | 4,59 | 4,42 |
| Total                 | 2,90 | 3,00 | 2,89 | 2,85 |

| Population            | 2020 | 2021 | 2022 | 2023 |
| --------------------- | ---- | ---- | ---- | ---- |
| District de Jérusalem | 4,37 | 4,49 | 4,45 | 4,47 |
| District nord         | 2,83 | 2,99 | 2,88 | 2,81 |
| District de Haïfa     | 2,42 | 2,58 | 2,45 | 2,45 |
| District centre       | 2,60 | 2,73 | 2,60 | 2,55 |
| District de Tel Aviv  | 2,61 | 2,69 | 2,59 | 2,69 |
| District sud          | 3,01 | 3,13 | 3,07 | 2,92 |
| Judée-Samarie         | 4,66 | 4,83 | 4,67 | 4,48 |
| Total                 | 3,00 | 3,13 | 3,03 | 3,00 |

| Population            | 2020 | 2021 | 2022 | 2023 |
| --------------------- | ---- | ---- | ---- | ---- |
| District de Jérusalem | 3,07 | 3,15 | 2,86 | 2,78 |
| District nord         | 2,37 | 2,34 | 2,29 | 2,29 |
| District de Haïfa     | 2,41 | 2,37 | 2,34 | 2,28 |
| District centre       | 2,79 | 2,75 | 2,68 | 2,45 |
| District de Tel Aviv  | 2,62 | 2,30 | 2,42 | 1,80 |
| District sud          | 4,93 | 5,08 | 5,00 | 4,68 |
| Judée-Samarie         | —    | —    | —    | —    |
| Total                 | 2,99 | 3,01 | 2,91 | 2,81 |

### Naissances suivant la religion
| Année    | Juifs   | Juifs   | Musulmans (sauf Druzes) | Musulmans (sauf Druzes) | Chrétiens | Chrétiens | Druzes | Druzes | Autres | Autres | Total   |
| Année    | #       | %       | #                       | %                       | #         | %         | #      | %      | #      | %      | Total   |
| -------- | ------- | ------- | ----------------------- | ----------------------- | --------- | --------- | ------ | ------ | ------ | ------ | ------- |
| 2020     | 129 884 | 73,25 % | 38 388                  | 21,65 %                 | 2 497     | 1,41 %    | 2 239  | 1,26 % | 4 290  | 2,42 % | 177 307 |
| 2021     | 136 120 | 73,56 % | 39 703                  | 21,46 %                 | 2 434     | 1,32 %    | 2 339  | 1,26 % | 4 432  | 2,39 % | 185 040 |
| 2022     | 132 753 | 73,27 % | 39 685                  | 21,90 %                 | 2 343     | 1,29 %    | 2 186  | 1,21 % | 4 219  | 2,33 % | 181 193 |
| 2023     | 131 143 | 73,38 % | 39 303                  | 21,99 %                 | 2 193     | 1,23 %    | 2 088  | 1,17 % | 3 997  | 2,24 % | 178 724 |
| 2024     | 134 408 | 74,01 % | 39 372                  | 21,68 %                 | 2 116     | 1,17 %    | 1 994  | 1,10 % | 3 719  | 2,05 % | 181 609 |
| 2025 (p) |         | 74,83 % |                         | 21,06 %                 |           | 1,14 %    |        | 1,09 % |        | 1,88 % |         |

## Répartition urbaine et rurale de la population

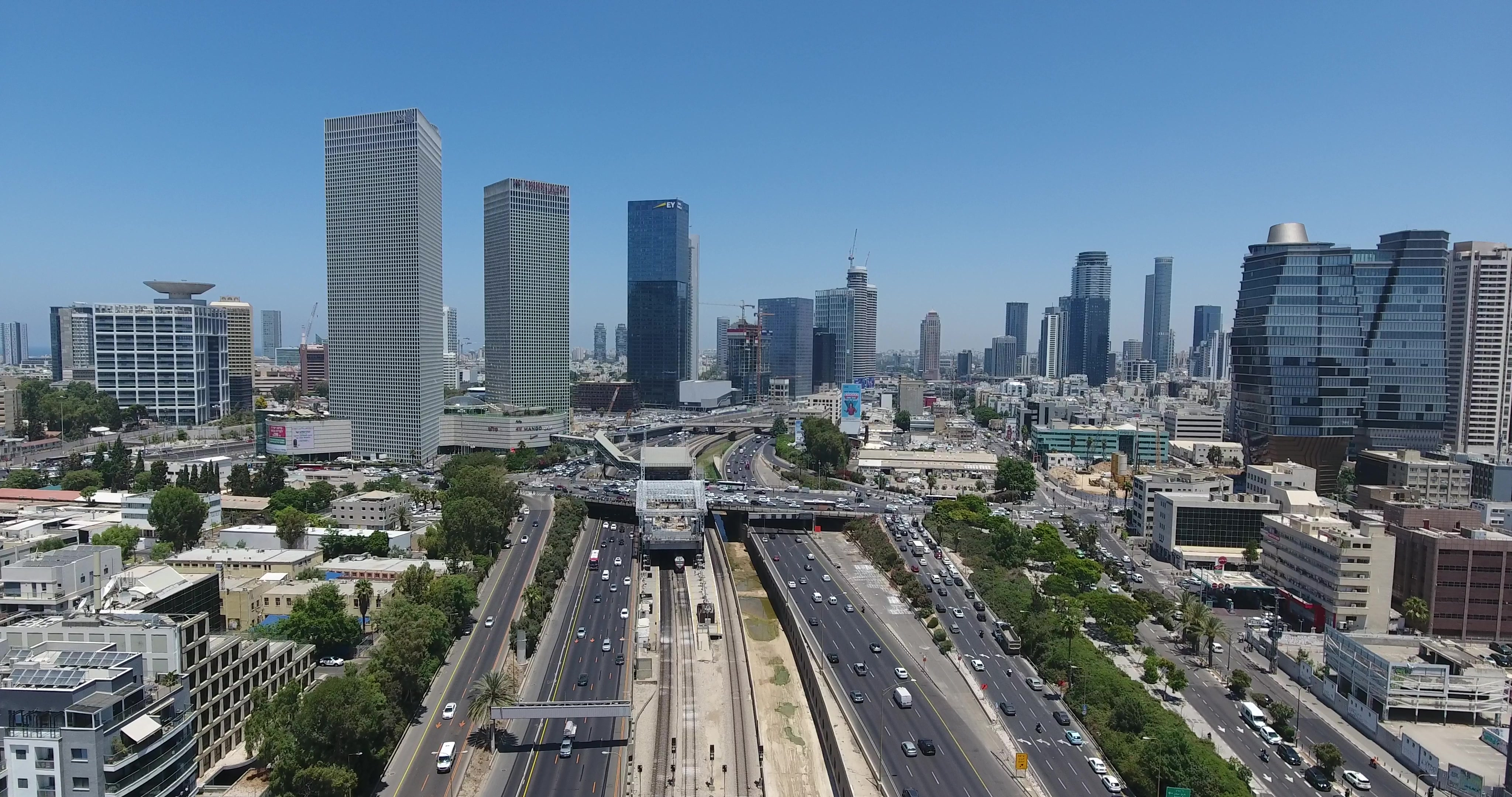
Tel-Aviv-Jaffa, la métropole israélienne.

En 2019, 44 % de la population d’Israël réside dans des villes de plus de 100 000 habitants, soit environ 4 millions de personnes.
On compte en 2019 neuf villes de plus de 200 000 habitants. Plus d’un tiers de la population du pays réside dans ces villes :
- Jérusalem avec 936 400 habitants contre 84 000 en 1948 ;
- Tel-Aviv-Jaffa : cœur d’une métropole en forte croissance totalisant plus de 3,3 millions d’habitants, Tel Aviv compte 460 600 habitants, soit 5 % de la population globale d’Israël ;
- Haïfa : troisième ville du pays, avec 285 300 habitants contre 98 600 en 1948. Tout comme Tel Aviv, son aire métropolitaine connaît une croissance importante : elle dépasse 1 million d’habitants ;
- Rishon LeZion : quatrième ville du pays avec plus de 254 400 habitants, alors qu’elle en comprenait 11 000 lors de la création de l’État d’Israël ;
- Petah Tikva : ville située dans la banlieue est de Tel Aviv, elle compte désormais 248 000 habitants.
- Ashdod : ville portuaire en très fort développement au sud de Tel Aviv avec 225 900 habitants.
- Netanya : 221 400 habitants, qui compte de nombreux olim français.
- Beer-Sheva, la capitale du sud d’Israël compte 209 700 habitants. Elle est le noyau d’une agglomération de plus d’un demi million d’habitants.
- Bnei Brak : 204 600 habitants, la plus grande ville ultra-orthodoxe d'Israël.

Sept autres villes d’Israël ont des populations comprises entre 100 000 habitants et 200 000 habitants. La majorité d’entre elles sont des localités périphériques de Tel Aviv :
- Holon : 196 300 habitants
- Ramat Gan : 163 500 habitants
- Ashkelon : 144 100 habitants
- Rehovot : 143 900 habitants
- Bat Yam : 129 000 habitants
- Bet Shemesh : 125 000 habitants
- Kfar Saba : 101 400 habitants

La population rurale représente 779 000 personnes soit 8,5 % de l’ensemble de la population israélienne en 2019. Parmi elles, 181 000 personnes résident en kibboutz, soit 2 % de la population, alors qu’elles en constituaient 6 % de celle-ci en 1948. En 2019, la croissance démographique des kibboutzim est légèrement supérieure à la moyenne nationale (2,2 % contre 1,9 %).

## Religions et composition culturelle

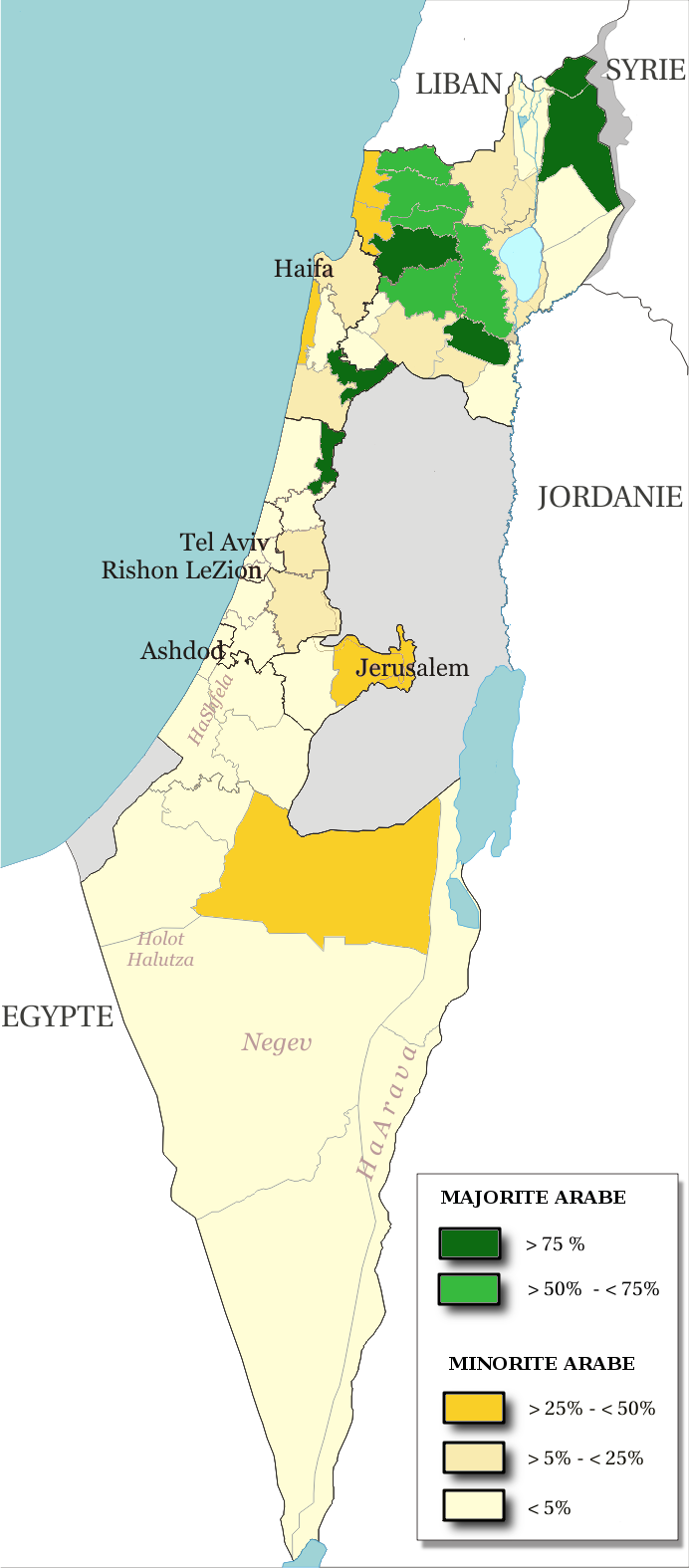
Carte de la population arabe.

Israël a une population de 9 140 500 habitants au 31 décembre 2019, parmi lesquels 74,1 % de Juifs (6 773 200 habitants) et 21,0 % d’Arabes israéliens (1 919 000 habitants) (principalement musulmans, mais aussi une minorité chrétienne), auxquels il faut ajouter 448 300 nouveaux immigrants d'origine juive et membres de leurs familles, qui sont enregistrés au Ministère de l’Intérieur comme « non-Juifs » et qui constituent 4,9 % de la population israélienne. Les travailleurs étrangers qui vivent en Israël ne sont pas inclus dans ces données et sont estimés à 150 000,,.
Israël est le seul pays au monde avec une majorité juive. La population juive d’Israël est originaire du monde entier : on distingue les « sabras » (nés en Israël, de parents immigrés récents ou dont la famille vivait depuis des siècles en Palestine) des immigrés récents qui ont fait leur alya (« montée », c’est-à-dire retour : une grande partie vient de l’ancienne URSS, mais aussi d’Europe, des États-Unis, d’Argentine, etc.).
Israël comprend également des chrétiens et des Druzes d’expression arabe, une communauté circassienne et une très petite communauté arménienne. Contrairement à la grande majorité des Arabes israéliens, les Druzes sont soumis au service militaire obligatoire, ; il est à noter que de nombreux Arabes Bédouins et certains autres Chrétiens arabes et même musulmans, servent comme volontaires dans l’armée de défense d'Israël.
| Année | Juifs  | Musulmans | Chrétiens | Druzes | Autres |
| ----- | ------ | --------- | --------- | ------ | ------ |
| 1950  | 87,8 % | 8,5 %     | 2,6 %     | 1,1 %  | 0,0 %  |
| 1960  | 88,9 % | 7,7 %     | 2,3 %     | 1,1 %  | 0,0 %  |
| 1970  | 85,4 % | 10,9 %    | 2,5 %     | 1,2 %  | 0,0 %  |
| 1980  | 83,7 % | 12,7 %    | 2,3 %     | 1,3 %  | 0,0 %  |
| 1990  | 81,9 % | 14,1 %    | 2,4 %     | 1,7 %  | 0,0 %  |
| 2000  | 77,8 % | 15,2 %    | 2,1 %     | 1,6 %  | 3,2 %  |
| 2010  | 75,4 % | 17,2 %    | 2,0 %     | 1,7 %  | 3,8 %  |
| 2020  | 74,0 % | 18,0 %    | 1,9 %     | 1,6 %  | 4,5 %  |

| Pratique religieuse | 2012-2014 | 2016-2018 |
| ------------------- | --------- | --------- |
| Laïque              | 44 %      | 44 %      |
| Traditionaliste     | 36 %      | 35 %      |
| Orthodoxe           | 11 %      | 11 %      |
| Ultra-orthodoxe     | 9 %       | 10 %      |

## Solde migratoire
Environ 2,5 millions de Juifs ont émigré en Israël entre 1948 et 1994. 65 % étaient originaires d'Europe et d'Amérique, 19 % d'Afrique et 15 % d'Asie.
Les Juifs originaires des pays arabes et des pays musulmans non arabes constituent aujourd'hui la majeure partie des Juifs de la société israélienne. En 2021, les Sabras (juifs indigènes) représentaient près de 79 % des Juifs d'Israël,.
En 2022, l'immigration atteint un record depuis plus de deux décennies, à savoir 75 000 personnes dont les trois-quarts de Russie et 20 % d'Ukraine.
Depuis quelques années, la société israélienne est touchée par un mouvement de migration inverse, amplifiée par la guerre à Gaza et le génocide en cours.
En 2019, pour la première fois, le nombre d’émigrants est supérieur à celui des immigrants ; en 2020, la balance est négative de 11 000 personnes. Mi 2023, un tiers des Israéliens envisageaient de quitter leur pays, à cause de difficultés économiques, de l’extrême-droitisation du pays depuis le début du XXIe siècle et des guerres perpétuelles. En 2024, le solde migratoire s’établit à -59 000 personnes. Les perspectives économiques se dégradent, car les Israéliens qui partent font partie des élites économiques.
| Période d’immigration | Amérique | Europe    | Afrique | Asie    | Total     |
| --------------------- | -------- | --------- | ------- | ------- | --------- |
| 1948-1951             | 5 140    | 326 786   | 93 951  | 237 352 | 687 624   |
| 1952-1954             | 2 971    | 9 748     | 27 897  | 13 238  | 54 676    |
| 1955-1957             | 3 632    | 48 616    | 103 846 | 8 801   | 166 492   |
| 1958-1960             | 3 625    | 44 595    | 13 921  | 13 247  | 75 970    |
| 1961-1964             | 14 841   | 77 537    | 115 876 | 19 525  | 228 793   |
| 1965-1968             | 9 274    | 31 638    | 25 394  | 15 018  | 82 244    |
| 1969-1971             | 33 891   | 50 558    | 12 065  | 19 700  | 116 791   |
| 1972-1974             | 26 775   | 102 763   | 6 821   | 6 345   | 142 753   |
| 1975-1979             | 29 293   | 77 167    | 6 029   | 11 793  | 124 827   |
| 1980-1984             | 25 230   | 35 508    | 15 711  | 6 912   | 83 637    |
| 1985-1989             | 19 301   | 36 461    | 7 700   | 6 563   | 70 196    |
| 1990-1994             | 17 220   | 553 622   | 32 157  | 5 900   | 609 322   |
| Total                 | 191 193  | 1 394 999 | 461 368 | 364 394 | 2 443 325 |

Les nouveaux immigrants, arrivés en Israël en 2016, sont au nombre de 25 977. Parmi eux, 14 200 sont venus des ex-pays de l’Union soviétique, 3 300 de France, et 2 300 des États-Unis.
|                             | 2014      | 2021      |
| --------------------------- | --------- | --------- |
| Population totale en Israël | 8 296 000 | 9 364 000 |
| Total nés à l'étranger      | 1 817 000 | 1 797 300 |
| Ex- Union soviétique        | 859 400   | 891 000   |
| Maroc                       | 143 100   | 126 900   |
| États-Unis                  | 90 500    | 103 500   |
| Éthiopie                    | 85 600    | 88 600    |
| France                      | 51 100    | 66 500    |
| Roumanie                    | 80 800    | 63 200    |
| Irak                        | 54 900    | 43 400    |
| Iran                        | 46 000    | 40 900    |
| Argentine                   | 36 000    | 35 100    |
| Pologne                     | 39 700    | 26 800    |
| Royaume-Uni                 | 23 500    | 25 300    |
| Tunisie                     | 28 600    | 24 900    |
| Turquie                     | 22 800    | 19 200    |
| Yémen                       | 22 500    | 18 900    |
| Inde                        | 17 500    | 17 800    |
| Autres pays                 | 213 400   | 205 500   |

## Langues
La langue officielle de l'État d'Israël est l’hébreu tandis que l’arabe possède un statut spécial. L’anglais écrit est souvent employé pour faciliter la vie des touristes, tandis que le russe est encore très largement utilisé par les immigrants venus récemment de l’ex-URSS. Près d’un million d’Israéliens (près de 12 % de la population) sont francophones parce que venus des anciens territoires français d’Afrique du Nord et malgré cela, Israël n’a jamais été admis dans l’organisation de la Francophonie du fait de la menace de veto libanais en cas de dépôt de candidature.
La minorité tcherkesse pratique l’adyguéen dont l’enseignement est subventionné par l’État.

## Projections
La population d'Israël devrait dépasser les 15 millions d'habitants en 2048 et les 20 millions en 2065 selon un rapport du Bureau central des statistiques israélien publié en mai 2017.
Selon ce même rapport, les Juifs ultra-orthodoxes représentent 11 % de la population totale d'Israël en 2015 ; en 2040, ce chiffre devrait atteindre 20 %, puis 32 % en 2065. Le pourcentage d'Arabes dans la population israélienne devrait rester constant aux alentours de 21 % jusqu'en 2065, puis commencer à diminuer.